# Gaius Iunius Flavianus

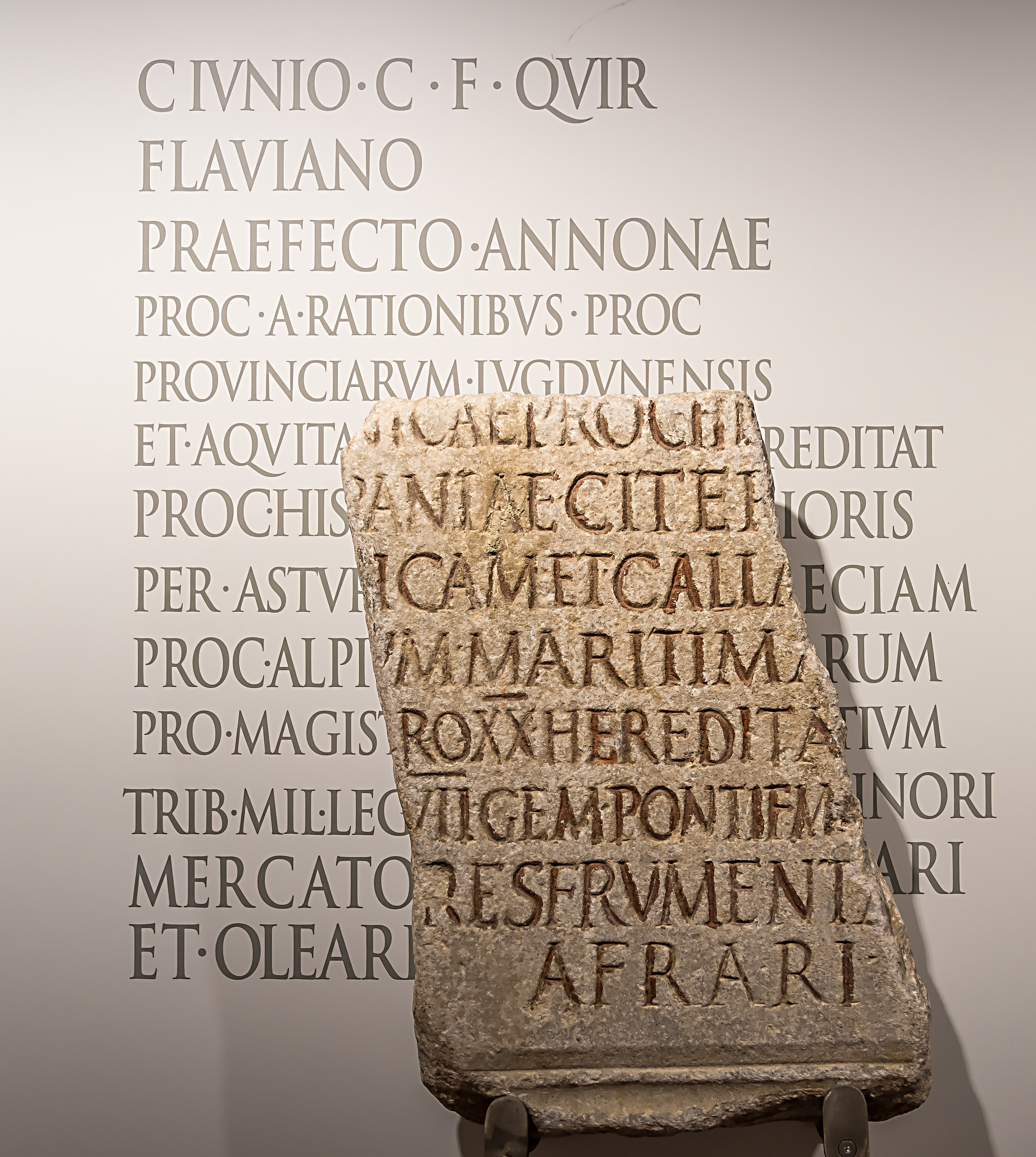
Erhaltenes Teilfragment der Statuenbasis für C. Iunius Flavianus mit ergänzten Volltext (CIL 06 1620)

Gaius Iunius Flavianus war ein römischer Ritter italischer Herkunft und lebte im 2. Jahrhundert. Durch das Inschriftenfragment einer ihm gewidmeten Statuenbasis, dessen vollständiger Text anhand eines Manuskripts rekonstruiert werden kann, ist die bemerkenswerte Karriere des G. Iunius Flavianus unter den Kaisern Hadrian und Antoninus Pius bekannt.
Flavianus startete vermutlich um das Jahr 130 seine Laufbahn als Tribun bei der Legio VII Gemina in Hispania. Dort war er bis zum Ende seiner militärischen Laufbahn in León stationiert. Seine Ämterlaufbahn setzte er danach ausschließlich bei der Wahrnehmung höherer, ziviler Verwaltungstätigkeiten in der kaiserlichen Finanzadministration fort.
Zunächst wurde er im Besoldungsrang eines sexagenarius als promagister XX hereditatium verwendet. In diesem Amt war er unter dem Prokurator (procurator XX hereditatium) stellvertretend für die Erhebung und Verwaltung der Erbschaftssteuer verantwortlich.
In den Rang eines centenarii aufgestiegen, war Flavianus als procurator Alpium maritimarum für die Finanzen der Provinz Alpes Maritimae zuständig.
Es reihte sich die Rückkehr auf die Halbinsel Hispanien an, wo er in die Klasse der ducenarii befördert, die Finanzverwaltung des nordwestlichen Teils der Provinz Hispania citerior übernahm. Seine Tätigkeit als procurator Hispaniae Citerioris per Asturiam et Callaeciam schloss auch die Verwaltung der dortigen Bergwerke mit ein.
Anschließend – als procurator hereditatium war er in die höhere Besoldungsstufe innerhalb der ducenarii aufgestiegen – hatte er die Oberaufsicht über sämtliche anhängige Erbschaftsangelegenheiten, die den Kaiser und die Staatskasse tangierten.
Flavianus wurde alsdann noch einmal als procurator Lugdunensis et Aquitanicae in der Finanzverwaltung der Provinzen Lugdunensis und Gallia Aquitania eingesetzt.
Nach Rom zurückgekehrt übernahm der Ritter als procurator a rationibus die Aufsicht über die römischen Staatsfinanzen. Die Rangstufe lässt sich bei diesem Amt nicht mehr genau bestimmen. Zumindest wurde die letzte Besoldungsstufe innerhalb der ducenarii- oder wahrscheinlicher die der höheren trecenarii- Klasse, nämlich gleich die des Kanzleileiters der kaiserlichen a libellis, erreicht.
Abgeschlossen wurde die Laufbahn des Flavianus mit der Amtsausübung eines praefectus annonae, in der er verantwortlich für die Getreideversorgung der Stadt Rom war. Damit erreichte er die praefecturae und somit die höchste Besoldungsrangstufe.
Die dem Flavianus, von afrikanischen Getreide- und Ölhändlern in seiner Eigenschaft als praefectus annonae gestiftete Statue, mit dem erhaltenen Inschriftenfragment, weist den Ritter zusätzlich als einen Angehörigen der stadtrömischen Priesterschaft aus.